# Japanischer Fußball-Supercup 1997
Der japanische Fußball-Supercup 1997 wurde am 5. April 1997 zwischen dem japanischen Meister 1996 Kashima Antlers und dem Kaiserpokal-Sieger 1996 Verdy Kawasaki ausgetragen. Das Spiel fand im Nationalstadion in Tokio statt.
| Paarung         | Kashima Antlers – Verdy Kawasaki |
| Ergebnis        | 3:2 (1:1) |
| Datum           | 5. April 1997 um 12:45 Uhr |
| Stadion         | Nationalstadion, Tokio |
| Zuschauer       | 28.920 |
| Schiedsrichter  | Leslie Mottram |
| Tore            | 0:1 Tetsuji Hashiratani (8.) 1:1 Mazinho (26.) 1:2 Magrao (68.) 2:2 Atsushi Yanagisawa (72.) 3:2 Atsushi Yanagisawa (79.) |
| Kashima Antlers | Masaaki Furukawa – Ryōsuke Okuno, Yutaka Akita, Akira Narahashi, Naoki Sōma – Yasuto Honda, Jorginho, Bismarck, Mazinho – Yoshiyuki Hasegawa (69. Tōru Oniki), Atsushi Yanagisawa (85. Naruyuki Naitō) Cheftrainer: João Carlos ( Brasilien)                                |
| Verdy Kawasaki  | Shinkichi Kikuchi (30. Takaya Ōishi) – Tetsuji Hashiratani, Tadashi Nakamura, Hiroyuki Shirai, Takuya Yamada (37. Kō Ishikawa) – Tsuyoshi Kitazawa, Hideki Nagai (66. Magrao), Masakiyo Maezono, Yūji Hironaga – Nobuhiro Takeda, Kazuyoshi Miura Cheftrainer: Hisashi Katō |
| Gelbe Karten    | Akira Narahashi (9.), Jorginho (22.), Mazinho (56.) – keine |
| Platzverweise   | Jorginho (35.) – keine |

## Supercup-Sieger Kashima Antlers
|  | Kashima Antlers |
|  | - Tor: Masaaki Furukawa - Abwehr: Ryōsuke Okuno; Yutaka Akita; Akira Narahashi; Naoki Sōma; Naruyuki Naitō - Mittelfeld: Yasuto Honda; Jorginho; Bismarck; Mazinho; Tōru Oniki - Angriff: Yoshiyuki Hasegawa; Atsushi Yanagisawa |
|  | Trainer: João Carlos |